# Ettenbeuren

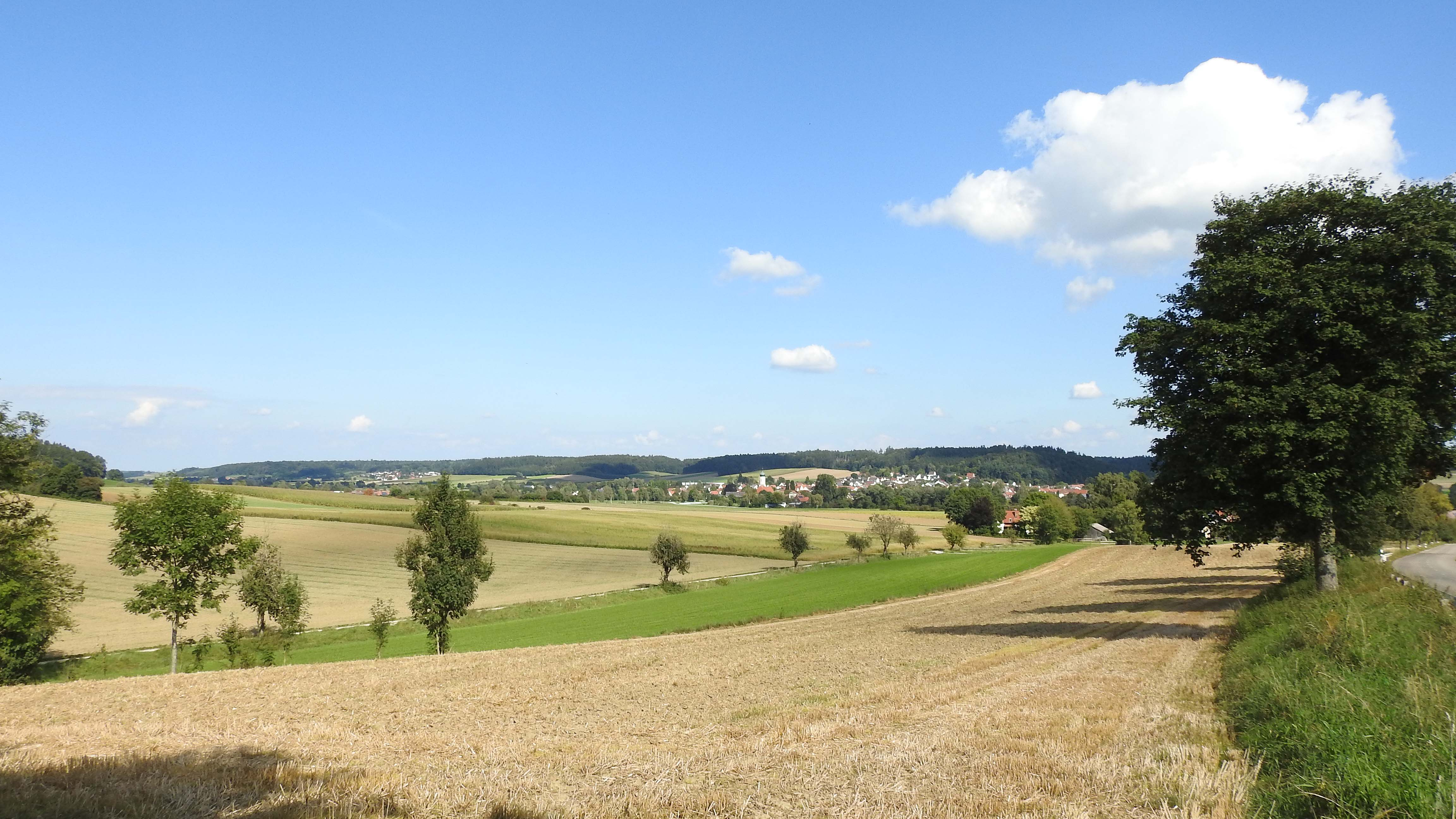
Ettenbeuren vu du sud-ouest.

Ettenbeuren est le plus gros village et le siège municipal de la commune de Kammeltal en Souabe (Bavière). Sa population est de 1 113 habitants.

## Histoire
Le village a été mentionné pour la première fois au XIe siècle. Ses paysans dépendent par la suite de l'abbaye de Wettenhausen. Il a été intégré avec d'aures villages environnants à la commune de Kammeltal en 1972.

## Édifices remarquables
- Église de l'Assomption
- Kerkerkapelle, chapelle au sud du mur du cimetière
- Feldkapelle (chapelle des champs), à l'est du village au pied du Schlossberg